# Maite Orsini
Maite Orsini Pascal (Santiago de Chile, 23 de febrero de 1988) es una abogada y política chilena, además de exactriz infantil y exparticipante de los programas de televisión juveniles Yingo y Calle 7. Actualmente ejerce como diputada de la República por el distrito 9. En diciembre de 2024 el partido por el que milita, el Frente Amplio, suspendió temporalmente su afiliación al mismo por las acusaciones de intervención en la investigación judicial por violación y abuso sexual que enfrenta su pareja, el exfutbolista Jorge Valdivia. En marzo de 2025 su partido emitió un segundo veredicto sobre su militancia, prolongando nuevamente su suspensión. 

## Primeros años de vida
Hija del productor Ricardo Orsini Roccatagliata, y de la actriz Maite Pascal Barayón. Por su padre es prima segunda de la actriz e instructora de yoga Antonella Orsini y por su madre, es sobrina segunda del actor Pedro Pascal y de la también actriz Lux Pascal.
Cursó sus estudios básicos en el Colegio San Juan Evangelista, de la comuna de Las Condes, desde donde egresó en 2005.Pasó su adolescencia entre la casa de sus padres, quienes se separaron cuando ella era una niña.
En 2006 ingresó a la Facultad de Derecho de la Universidad Diego Portales; luego de tres años se cambió a la carrera de periodismo, pero sólo estuvo un semestre. En 2008 volvió a la carrera de derecho pero en la Universidad del Desarrollo.En 2015 obtuvo la Licenciatura en Ciencias Jurídicas y Sociales en la Universidad Finis Terraey en septiembre de 2017 obtuvo su título de abogada. Actualmente está estudiando un Magíster en Prevención, Seguridad Urbana y Política Criminal en la Universidad Alberto Hurtado.

## Carrera mediática

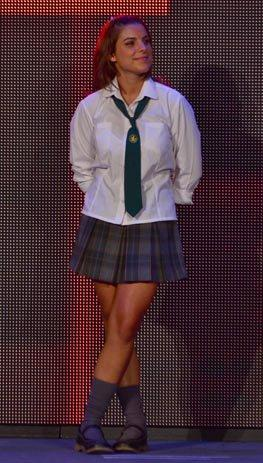
Orsini caracterizada como Dolores, su personaje en El laberinto de Alicia.

Desde pequeña estuvo ligada a las artes escénicas por el trabajo de su madre, quien actuó en la teleserie Sucupira de TVN y estuvo a cargo de la música de la versión chilena de El libro de la selva en la Corporación Cultural de Las Condes.
A los seis años debutó en la serie Los Venegas como Camila Venegas, rol que interpretó hasta los nueve. Su madre, actriz de oficio, no estaba de acuerdo con que ella se involucrara tan pequeña en la televisión. En 2019, cuando participó del programa La Divina Comida de Chilevisión, Maite contó que hizo un berrinche de tres días para que su madre la dejara finalmente sumarse a la producción del programa.
También actuó en Fuera de control. A los doce años de edad condujo el programa Ojo con los niños en Canal 13 Cable, por cuyo desempeño fue ganadora de un premio APES en 2000. A los quince años fue protagonista de un comercial de Carozzi.
En 2008, y ya terminada su educación media, regresó a la televisión en el programa de citas Amor ciego 2, con uno de los roles protagónicos. Si bien su permanencia en el espacio fue breve, ya que los participantes masculinos decidieron eliminarla, se transformó en un rostro apetecido por los programas juveniles de la época; durante 2009 estuvo en Yingo de Chilevisión y en Calle 7 de TVN, donde fue la ganadora de la tercera temporada junto a Francisco Rodríguez. Dejó Calle 7 en noviembre de 2010 y ese mismo año participó en el estelar de competencias Circo de estrellas, en reemplazo de la actriz Alejandra Fosalba.
En 2011 se alejó de los programas de entretenimiento y se unió al área dramática de TVN, regresando a la actuación. Formó parte del elenco de la teleserie El laberinto de Alicia, donde interpretó el personaje de «Dolores», la hija del protagonista.

## Vida sentimental
En 2010, mientras participaba del programa Calle 7, tuvo un bullado romance con el conductor de televisión y exmodelo Mario Velasco, de quien quedó embarazada aunque luego tuvo una pérdida. En 2012 comenzó un relación sentimental de dos años con el entonces senador del Partido Socialista, Fulvio Rossi. Al mismo tiempo comenzó a alejarse de la televisión y a acercarse más a la vida política.
En 2018 se la vinculó al entonces diputado Gabriel Boric, y luego al exministro y exdiputado Marcelo Díaz Díaz, quien entonces estaba en una relación con la animadora Millaray Viera.
En 2021 se hizo pública su relación con el actor Gonzalo Valenzuela, con quien estuvo hasta fines de 2022.
También se le señaló como responsable del quiebre entre los actores Amparo Noguera y Marcelo Alonso, quienes llevaban una relación de 20 años.
En 2023 se hizo pública su relación con el exfutbolista Jorge Valdivia.

## Carrera política

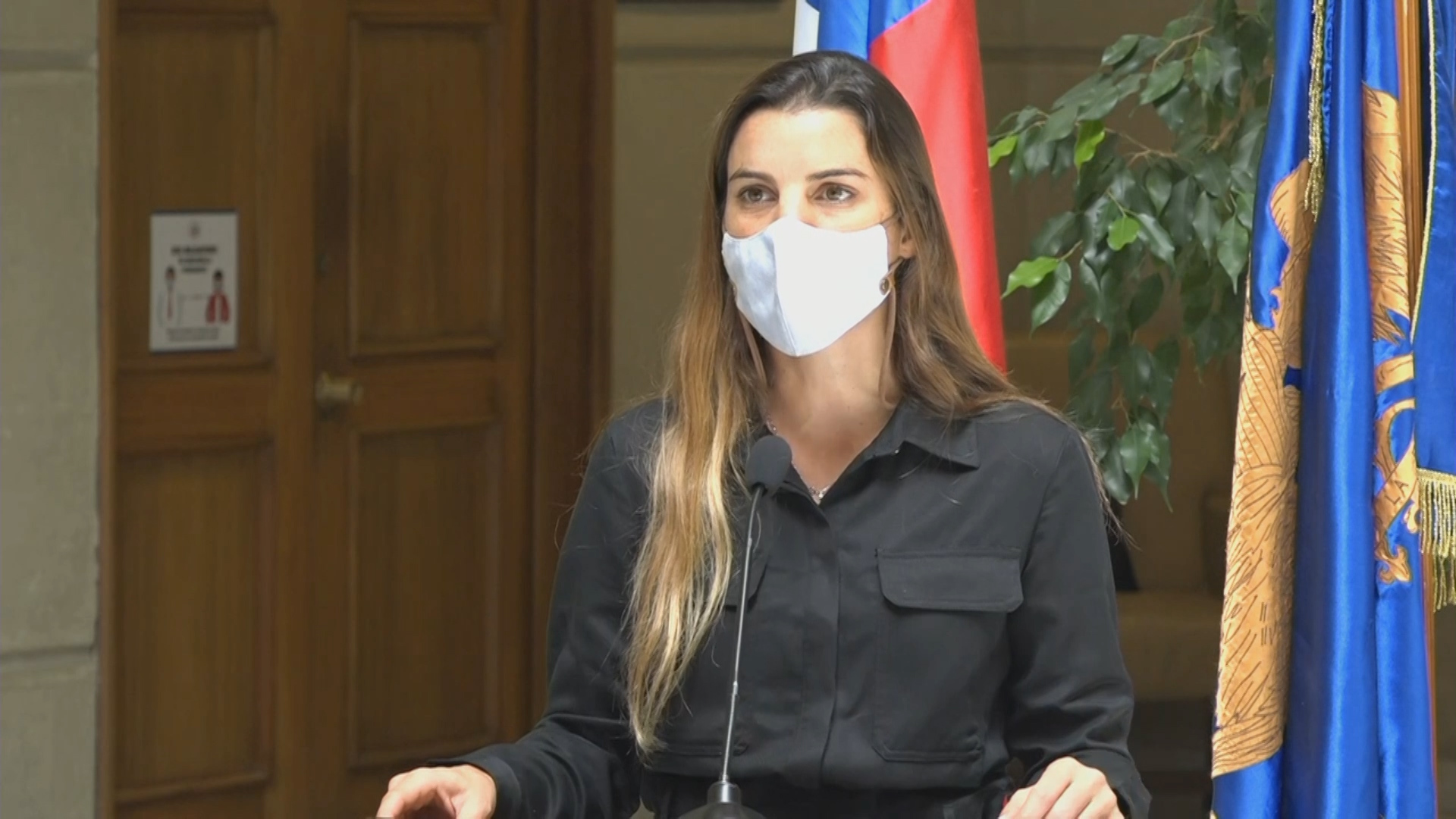
Maite Orsini durante un punto de prensa en el Congreso Nacional.

Su acercamiento con la política se formalizó cuando se afilió a Revolución Democrática (RD), en 2013.En esa  época participó también de la candidatura a diputado de Giorgio Jackson.
En 2017 compitió en las primarias parlamentarias del Frente Amplio para ser candidata a diputada por el Distrito 9, que agrupa a las comunas santiaguinas de Conchalí, Cerro Navia, Huechuraba, Renca, Quinta Normal, Lo Prado, Independencia y Recoleta. En aquella votación logró la primera mayoría, siendo candidata de RD en elecciones parlamentarias del mes de noviembre. En la elección del 19 de noviembre obtuvo un 6,48% de los votos, resultando elegida diputada por el distrito 9.
Asumió como diputada el 11 de marzo de 2018. En la Cámara de Diputados integra las comisiones permanentes de Seguridad Ciudadana; y del Trabajo y Seguridad Social. Desde el 10 de abril de 2018, es miembro de la Comisión Especial Investigadora de la actuación de los organismos policiales, de persecución criminal y de inteligencia en torno a la supuesta existencia de pruebas falsas en el marco de la denominada «Operación Huracán».

## Controversias

### Detención por violación de morada
La madrugada del 23 de abril de 2010 y junto a la animadora y actriz Carolina Mestrovic, escalaron un edificio para encarar a Mario Velasco, exnovio de Orsini y actual pareja de Mestrovic y quien habría estado saliendo con ambas mujeres al mismo tiempo. El evento resultó mal pues ingresaron a otro departamento, siendo ambas detenidas por Carabineros y formalizadas por el delito de violación de morada; finalmente fueron beneficiadas con la suspensión condicional del procedimiento.

### Suspensión del Cuerpo de Bomberos de Santiago
En agosto de 2022 criticó a la institución de Bomberos de Chile, de la que era voluntaria desde hace años, y cuestionó su falta de políticas de no discriminación hacia las mujeres. Incluso declaró que "las violaciones y el acoso sexual proliferan en las filas de los Bomberos", declaraciones que fueron luego apoyadas por la ministra Antonia Orellana.
En junio de 2023, el Consejo de Disciplina de la Octava Compañía de Bomberos de Santiago decidió separar a Orsini de la institución, acusándola de no registrar ninguna asistencia en 90 días consecutivos.Ella se defendió argumentando que el cumplimiento de las obligaciones como diputada la eximían de acudir a los eventos de carácter obligatorio y presentó un recurso de protección para dejar sin efecto la sanción, acusando un trato desigual respecto de otros colegas de la Cámara que igualmente son bomberos y que no habían sido amonestados por sus inasistencias.En octubre de 2023 la Corte de Apelaciones de Santiago desestimó su recurso judicial, ya que no habían pruebas de que hubiera sido vulnerada en sus garantías constitucionales de igualdad ante la ley.Orsini llevó el caso a la Corte Suprema la que en enero de 2024 respaldó la decisión de la Corte de Apelaciones.

### Intervención en Carabineros
En marzo de 2023 se supo que en enero de ese año Orsini llamó por teléfono a la directora de Derechos Humanos de Carabineros, la general inspectora Karina Soza, para ponerla en contacto con su entonces pareja, el futbolista Jorge Valdivia, quien había sido detenido por la policía tras un control de identidad por no llevar identificación con él. Ante las críticas políticas por haber usado sus contactos personales en favor de su pareja, Orsini se autodenunció a la fiscalía para que se investigara si acaso había cometido algún ilícito.
Su actuar fue cuestionado públicamente, entre otros, por el expresidente del Consejo para la Transparencia, Francisco Leturia, quien comentó que Orsini lo llamó directamente para exigirle que se disculpara públicamente por sus dichos.

### Intervención en investigación contra su expareja
En octubre de 2024, tras la detención de su expareja, el futbolista Jorge Valdivia, por acusaciones de violación y abuso sexual, Orsini contactó telefónicamente a una de las denunciantes a través de un conocido en común. Ella afirmó que su intención era ponerse a disposición de la denunciante y evitar su revictimización después de la denuncia. El acercamiento fue criticado por posibles implicaciones éticas y por la percepción de interferencia en un proceso judicial en curso en contra de su expareja.
Como consecuencia a estos hechos, y junto a otras denuncias anteriores de mal uso de estatuto público, en diciembre de 2024 la Directiva regional metropolitana del Frente Amplio puso en pausa su afiliación, lo que fue acogido parcialmente en enero de 2025 por su Tribunal Regional.
El 14 de marzo de 2025, el Tribunal Supremo de su partido emitió un segundo veredicto sobre su militancia, que decretaba la suspensión de la afiliación política de la diputada por 12 meses a contar de ese día, así queda congelada del partido hasta el 14 de marzo de 2026, es decir, suspendida del partido hasta pasados cinco meses de las elecciones legislativas de octubre de 2025.

## Filmografía
| Telenovelas                      | Telenovelas                             | Telenovelas               | Telenovelas    |
| Año                              | Teleserie                               | Rol                       | Canal          |
| -------------------------------- | --------------------------------------- | ------------------------- | -------------- |
| 1999                             | Fuera de control                        | Amanda Cervantes McKenzie | Canal 13       |
| 2011                             | El laberinto de Alicia                  | Dolores Donoso            | TVN            |
| Series y unitarios de televisión |                                         |                           |                |
| Año                              | Serie                                   | Rol                       | Canal          |
| 1994-1997                        | Los Venegas                             | Camila Ríos Venegas       | TVN            |
| 2002                             | Cuentos chilenos: Gracia y el forastero | Gracia (de niña)          | TVN            |
| 2002                             | La vida es una lotería                  | Sofía Fuentes             | TVN            |
| 2009                             | Infieles                                | Kuky                      | CHV            |
| Programas de televisión          |                                         |                           |                |
| Año                              | Programa/Reality                        | Rol                       | Canal          |
| 2000                             | Ojo con los niños                       | Animadora                 | Canal 13 Cable |
| 2008                             | Amor ciego II                           | Participante              | Canal 13       |
| 2009                             | Yingo                                   | Jurado                    | CHV            |
| 2009-2010                        | Calle 7                                 | Participante              | TVN            |
| 2010                             | Circo de estrellas                      | Participante              | TVN            |

## Historial electoral

### Primarias parlamentarias del Frente Amplio de 2017
- Primarias parlamentarias del Frente Amplio de 2017 a candidato a Diputado por el Frente Amplio por el distrito 9 (Cerro Navia, Conchalí, Huechuraba, Independencia, Lo Prado, Quinta Normal, Recoleta y Renca)

### Elecciones parlamentarias de 2017
- Elecciones parlamentarias de 2017 a Diputado por el distrito 9 (Cerro Navia, Conchalí, Huechuraba, Independencia, Lo Prado, Quinta Normal, Recoleta y Renca)[43]

### Elecciones parlamentarias de 2021
- Elecciones parlamentarias de 2021 a Diputado por el distrito 9 (Cerro Navia, Conchalí, Huechuraba, Independencia, Lo Prado, Quinta Normal, Recoleta y Renca)[44]